# Uitkerke
Uitkerke is een dorp in de Belgische provincie West-Vlaanderen en een deelgemeente van de kustgemeente Blankenberge. Tot 1971 was Uitkerke een zelfstandige gemeente en had het dus een gemeentehuis met burgemeester en schepenen. Door de uitgestrektheid van Uitkerke werd de totale oppervlakte van Blankenberge na de fusie gevoelig groter. De dorpskern is gaan aansluiten op de bebouwing van Blankenberge-centrum.
Het nieuw aangelegde Park de Craene vormt een soort groene long in de Uitkerkse dorpskern. Daarnaast hebben de Uitkerkse polders ook nog het natuurdomein Groenwaecke. Dit vogelreservaat bevindt zich op de oude stortplaats van het dorp Uitkerke.
Het dorp heeft een gotische kerk, genoemd naar Sint-Amandus, die grondig verbouwd is in 1892, met de oude toren en een rijke verzameling schilderijen.
Naast de spoorweg Blankenberge-Brugge vindt men ook nog het zogenaamde "Kasteel van Uitkerke" (Kerkstraat 420). De eerste vermelding van de Heren van Uitkerke, inwoners, dateert van 1270. Emmanuel Francis van Croy was de laatste heer van Uitkerke in de periode 1770–1794. Hij bouwde in 1763 het kasteel, dat tweemaal was verwoest, opnieuw op in rococostijl. Het kasteel is gebouwd op een terp en omringd door een gedeeltelijk gedempte walgracht.

## Geschiedenis
Tot in de 10e eeuw waren er hier schorren die vooral in gebruik waren door schaapherders, welke zich samen met hun vee op terpen konden terugtrekken. Omstreeks 1000 werd de Gentele aangelegd, en later de Dulle Weg, waarmee de terp waarop de kerk van Uitkerke lag tegen overstromingen werd beschermd. Een eerste kerkje zou misschien al in 650 zijn gesticht door Sint-Eligius.
De bevolkingskern ontwikkelde zich sedert 1050 op een terp en een parochie werd vermoedelijk omstreeks 1075 gesticht. Een eerste schriftelijke vermelding als Utkerca is van 1089, en de parochie was toen afhankelijk van het kapittel van de Sint-Donaaskathedraal te Brugge. De parochie omvatte ook Wenduine, Sint-Jan-op-den-Dijk, en Scharphout, wat de voorloper was van Blankenberge. Bestuurlijk vormde Uitkerke, samen met Zuienkerke, een ambacht in het Brugse Vrije.
Einde 12e eeuw werd het Kasteel van Uitkerke gebouwd. In 1228 scheidde de parochie van Sint-Jan-op-den-Dijk zich af en in 1272 werd Blankenberge tot stad verheven, vanwege de vishandel. Hierdoor raakte Uitkerke ook dit gebied kwijt, hoewel het nog een stuk kust bezat. Er werd melding gemaakt van windmolens, steenovens en dergelijke. De kleiwinning ten behoeve van de baksteenindustrie is tot in de 20e eeuw van belang geweest.
Vanwege de Vlaamse Opstand tegen Maximiliaan werd het kasteel omstreeks 1490 door de Bruggelingen verwoest, maar Brugge werd verplicht om de schade te herstellen. De godsdiensttwisten einde 16e eeuw leidden tot nieuwe verwoestingen, verwaarlozing van akkers en dijken en de verwoesting van de kerk in 1572.
In 1800 werd een rosmolen geïnstalleerd die onderdeel van een brouwerij ging uitmaken. In 1884 begonnen de Zusters van de Heilige Vincentius uit Kortemark een meisjesschool. Niet veel later ontstonden inrichtingen voor het kusttoerisme, maar een deel van het strand werd in 1896 bij Zeebrugge gevoegd en de rest, in 1901, bij Blankenberge.
In 1971 fuseerde Uitkerke met Blankenberge, waar het ook aan vastgebouwd raakte. Ook de functie van badplaats bleek uit de bouw van cottages in Uitkerke. Verder is Uitkerke nog omringd door polderland.

## Demografische ontwikkeling
- Bronnen:NIS, Opm:1831 tot en met 1970=volkstellingen

## Bezienswaardigheden
- Sint-Amanduskerk
- Kasteel van Uitkerke

## Natuur en landschap
Uitkerke ligt tegenwoordig in het West-Vlaamse poldergebied, en het is vastgebouwd aan de kern van Blankenberge. Natuurgebieden in de omgeving zijn de Uitkerkse Polder en de Oudemaarspolder.

## Bekende inwoner
- Roeland van Uitkerke, Heer van Hemsrode, Stadhouder van het Graafschap Holland, ridder van de Orde van het Gulden Vlies (?–1442)

## Evenementen
- Palm Parkies, elke woensdag tijdens de zomermaanden.
- Uutkerke Kermesse, weekend waarin de 1ste zondag van september valt.

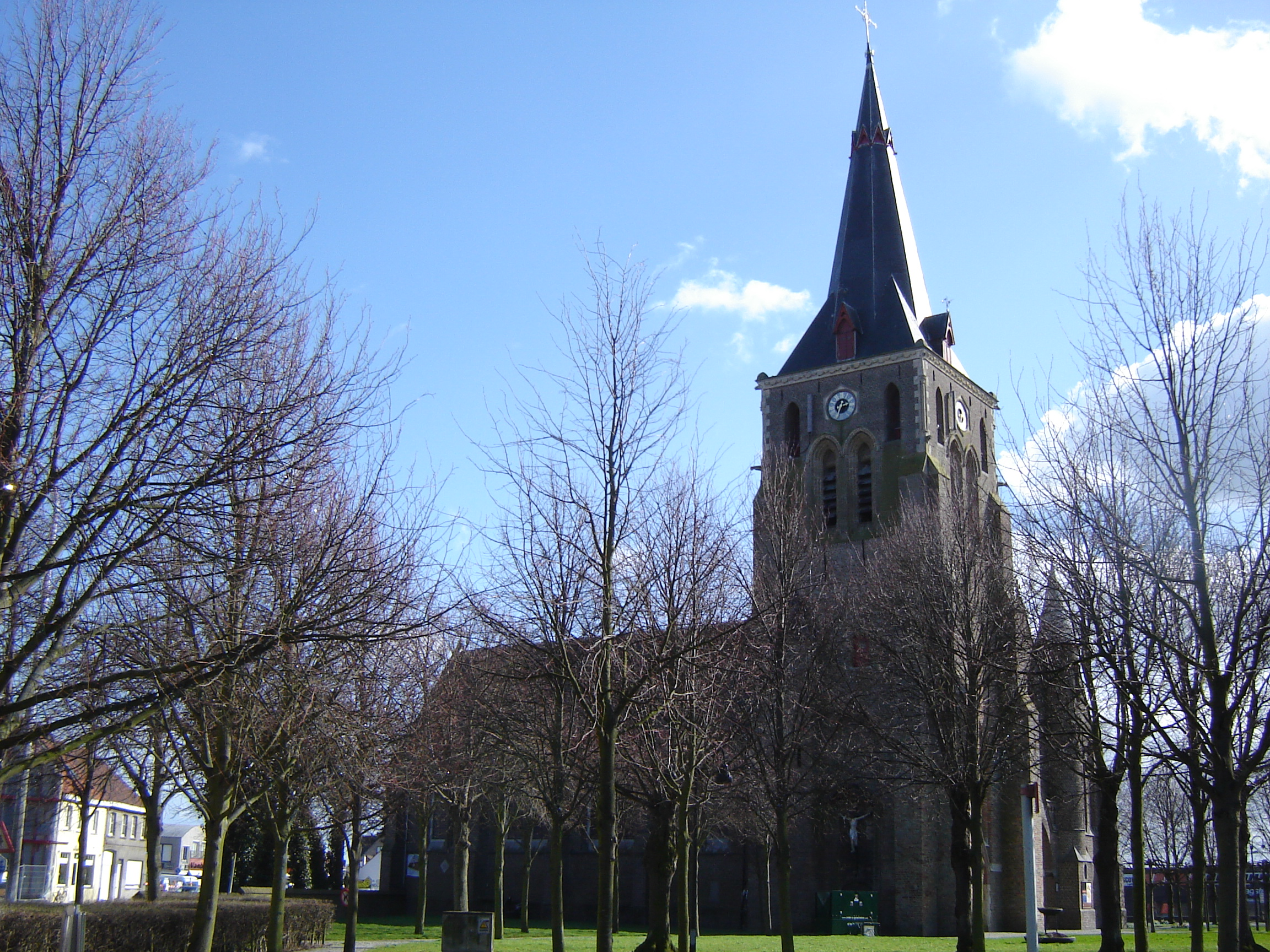
De Sint-Amanduskerk
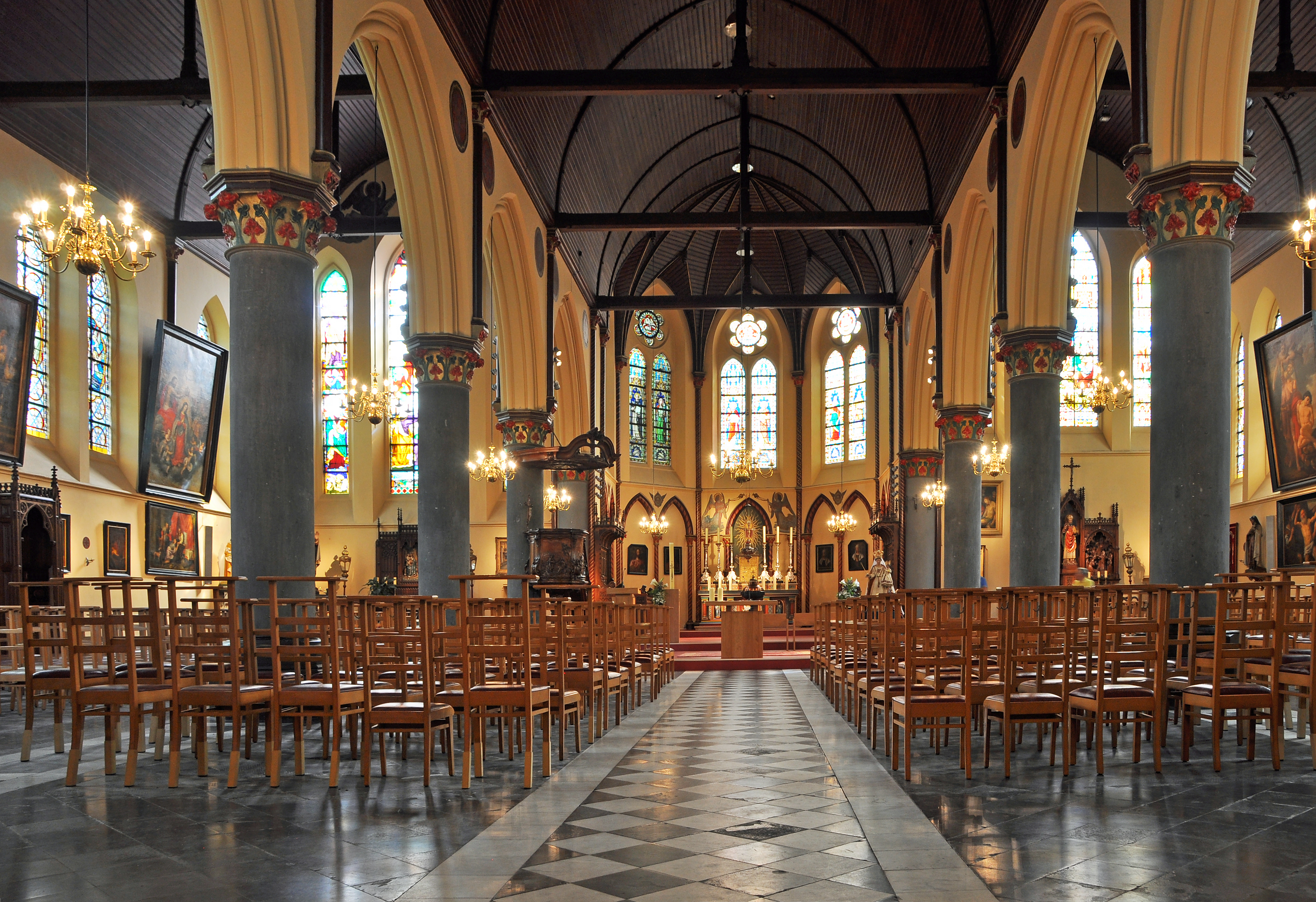
Interieur van de Sint-Amanduskerk
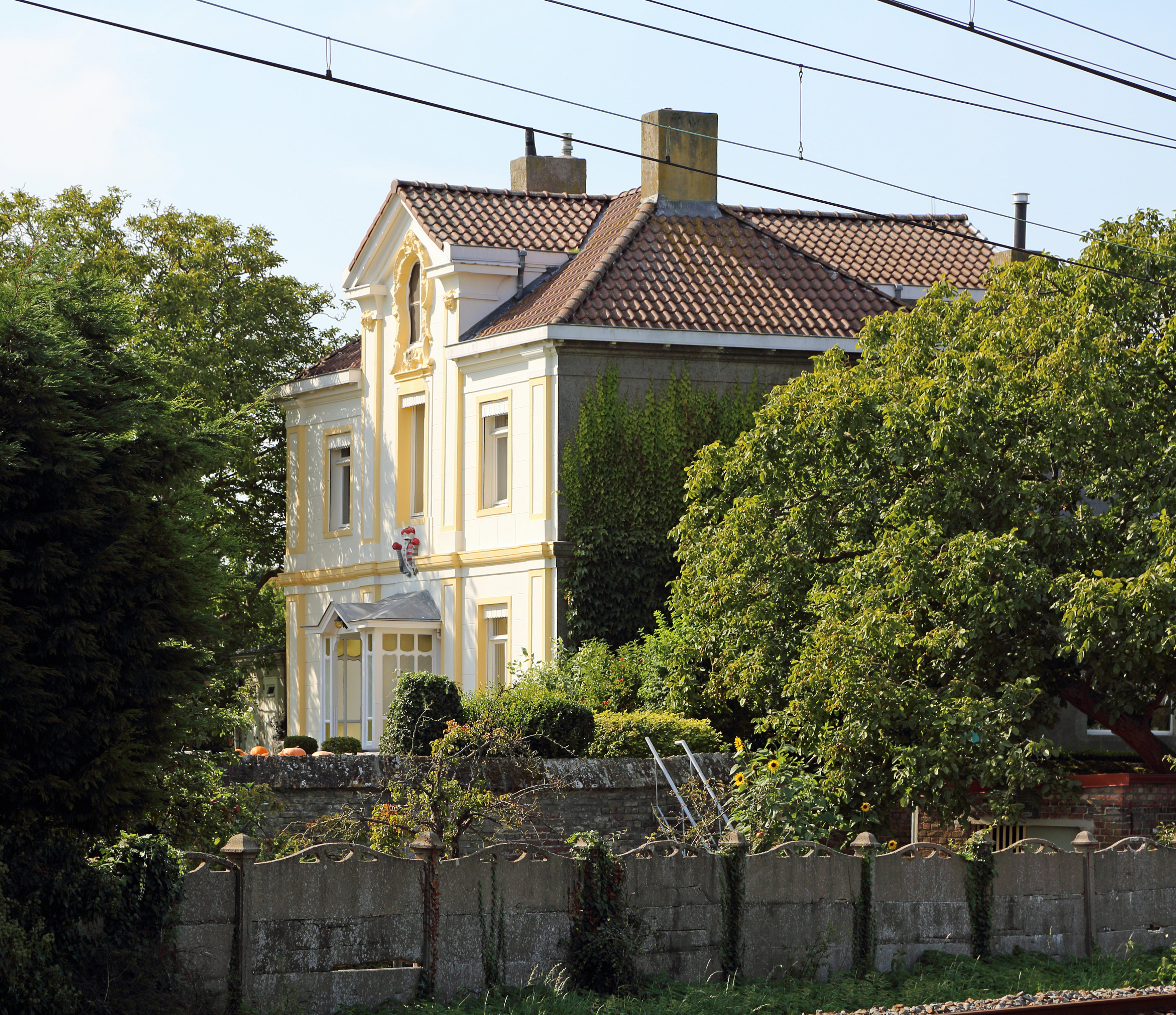
Het zgn. Kasteel van Uitkerke
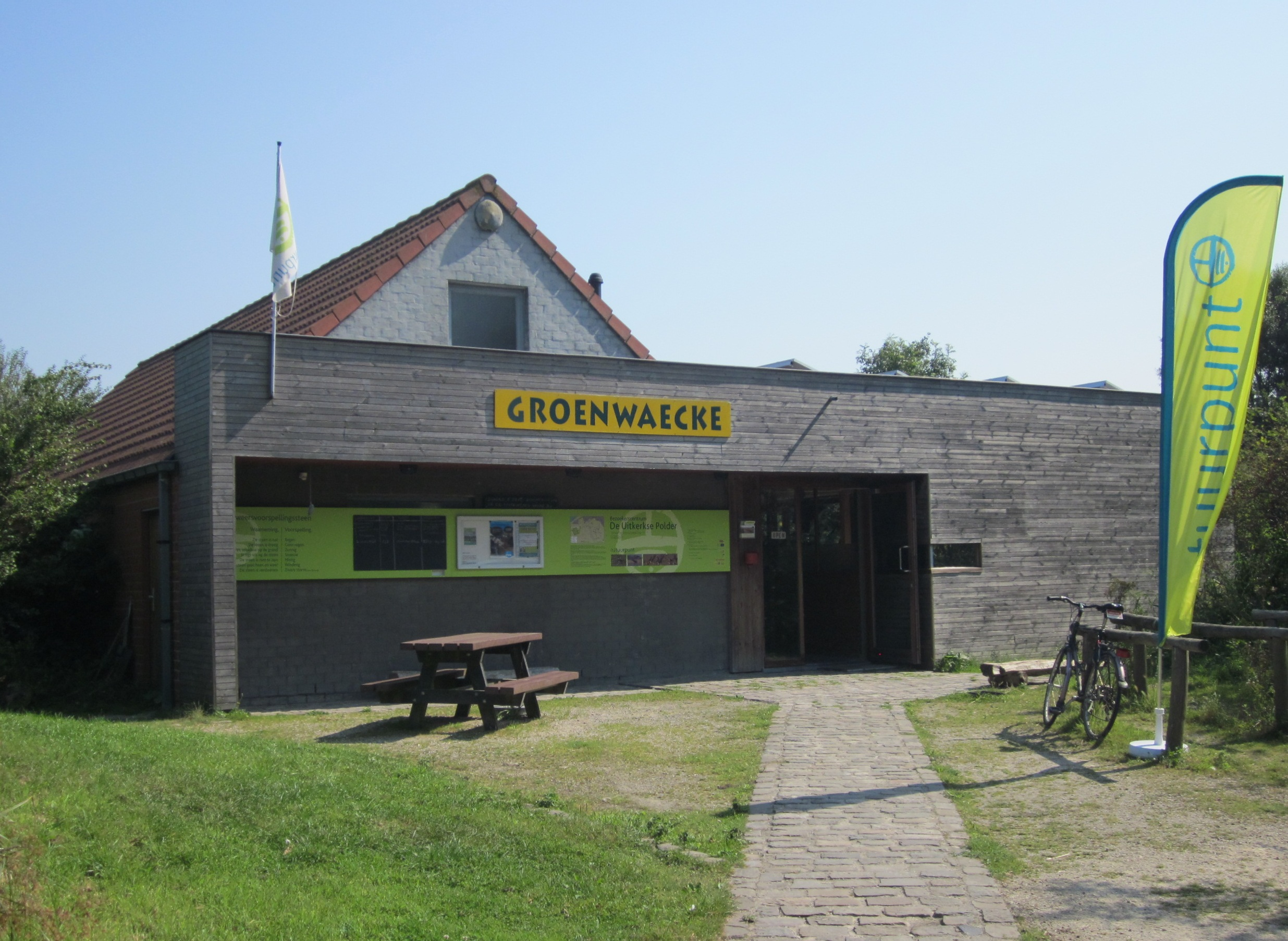
Uitkerkse Polders: Bezoekerscentrum Groenwaecke
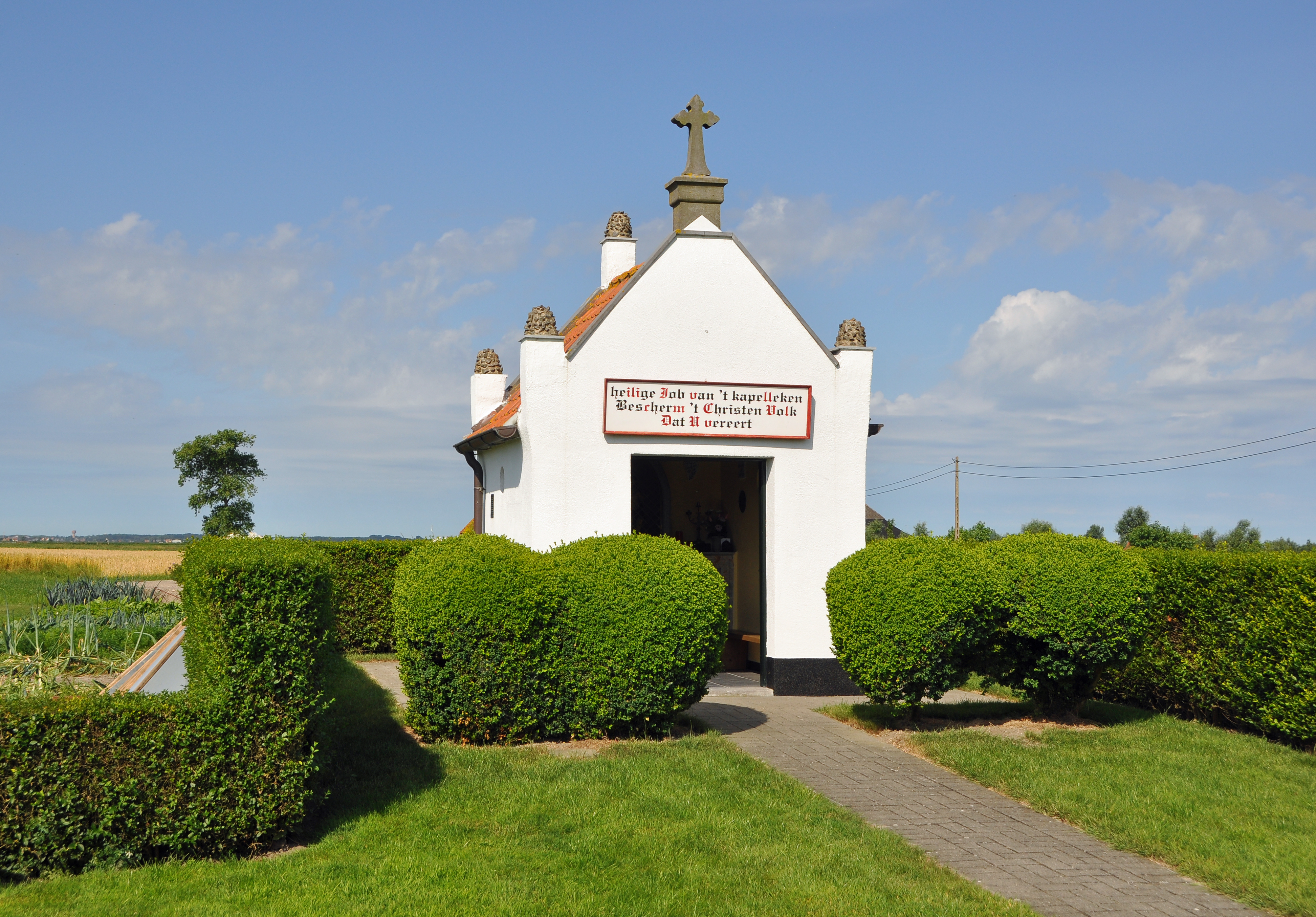
De Sint-Jobskapel in de Uitkerkse Polders